# The Sims Historier om husdjur
The Sims Historier om husdjur (en: The Sims Pet Stories) är den andra The Sims Historier-produkten som släpptes den 21 juni 2007 i Sverige. För att spela The Sims Historier om husdjur behöver spelaren inte något annat spel på grund av att spelet är helt fristående.

## Beskrivning
Spelet är uppbyggt på samma sätt som The Sims 2, men innehåller några nyheter jämfört med The Sims 2. Först finns ett nybörjaravsnitt som man kan gå igenom om man inte har erfarenhet av något Simsspel sedan tidigare.
Det finns sedan det klassiska spelläget med öppet slut som utspelas i kvarteret Furuviken. Kvarteret är mindre än de som finns i föregångaren. När spelet startas finns redan flera hus och familjer i Furuviken, men de kan tas bort.
Ytterligare ett sätt att spela är att spela på en av historierna. I historierna finns ett mål som byts ut när man uppnått det. Målet kan till exempel vara att man ska träna sitt husdjur. När målet är "vänta" eller "egentid" finns det inget speciellt som spelaren ska göra.
Den första historien handlar om Alice och hennes odrägliga hund Snuffe. Alice har inte nog med pengar för att bo kvar i sitt hus. Den girige Diana af Bore beslutar sig för att ta Alices hem ifrån henne. Alices enda chans är att lyckas träna Snuffe under två veckor för att sedan deltaga i en hundutställning för att på så sätt vinna de pengar hon behöver för att lyckas bo kvar i sitt hem.
När man klarat av kapitel tre så låses även berättelsen om Stefan Trogen upp. Den handlar om kocken Stefan som bara lever för matlagning. Men när dennes kusin gifter sig inträffar två vitt skilda saker som har en väldig stor inverkan på Stefan och trots allt har med varandra att göra hur otroligt det än låter. Det ena är att Stefan bestämmer sig för att det kanske är dags att skaffa en partner, och det andra är att han blir kattvakt åt sin kusins katt Diva medan kusinen är på smekmånad.
När man klarat en berättelse kan man fortsätta spela med denna familj i ett klassiskt spelläge.

## Systemkrav
För Windows
- 512MB RAM (för Vista krävs 1 GB)
- Minst 2,7 GB ledig hårddisk
- 32MB grafikkort med stöd för Transform & Lighting* och DirectX 9.0c
- 8x DVD
- Processor minst 1,8 GHz
- Ljudkort med stöd för DirectX 9.0c
- Windows XP/Vista

## The Sims Historier
Spelserien The Sims Historier är främst till för de som inte har tid att spela ofta och de som är i farten mycket. Spelet innehåller många fler snabbkommandon än tidigare Simsspel.
Spelen stödjer inte heller några expansioner eller prylpaket till The Sims eller The Sims 2.

## Spelen i spelserien
- The Sims Livets Historier (en: The Sims Life Stories) släpptes den 8 februari 2007.

- The Sims Historier om husdjur (en: The Sims Pet Stories) släpptes den 21 juni 2007.

- The Sims Historier från en öde ö (en: The Sims Castaway Stories) har release den 31 januari 2008[1].